# 奖忠体育馆
奖忠体育馆（韓語：장충체육관）是一所位于韓國首爾特別市中區的室内体育馆，建造于1963年，佔地面積9775平方公尺（約2957坪），能够容纳4,507名观众。曾經於1972年朴正熙推行十月維新時成為「統一主體國民會議」議場。當時有2359至2578名代表在這裡票選大韓民國總統，總統朴正熙與崔圭夏相繼在此宣誓就職，直至全斗煥才將總統宣誓地點變更為蠶室室內體育館。獎忠体育馆主办過1988年夏季奥林匹克运动会柔道比赛和1988年夏季奥林匹克运动会跆拳道比赛。

## 交通
- ●首都圈電鐵3號線：東國大學站